# Traulitonkinacris
Traulitonkinacris is een geslacht van rechtvleugeligen uit de familie veldsprinkhanen (Acrididae). De wetenschappelijke naam van dit geslacht is voor het eerst geldig gepubliceerd in 1983 door You & Bi.

## Soorten
Het geslacht Traulitonkinacris  is monotypisch en omvat slechts de volgende soort:
- Traulitonkinacris bifurcatus (You & Bi, 1983)